# 白井汪芳
白井 汪芳（しらい ひろふさ、1940年8月9日 - ）は、日本の化学者。専門は高分子化学。信州大学名誉教授、元公立大学法人長野大学理事長、元佐久大学信州短期大学部学長、元繊維学会会長。工学博士。長野県小県郡長瀬村（現上田市）出身。

## 経歴
- 1959年　長野県丸子実業高等学校 卒業[3]
- 1964年　信州大学繊維学部繊維工業化学科 卒業
- 1966年　信州大学大学院繊維学研究科 修了、信州大学繊維学部 助手
- 1974年　工学博士（大阪大学）（論文タイトルは『高分子金属錯体の生成と性質に関する研究』[4]）
- 1979年　信州大学繊維学部 助教授
- 1985年　同 教授
- 1995年　同 学部長
- 2000年　中国蘇州大学 名誉教授
- 2002年　繊維学会会長[5]
- 2009年　信州大学 名誉教授
- 2010年　佐久大学信州短期大学部 学長
- 2017年　公立大学法人長野大学 理事長

## 学術賞
- 1986年 繊維学会賞
- 1993年 日本化学会・化学技術賞（酸素機能に学ぶ消臭繊維の開発）
- 2009年 高分子科学功績賞
- 2010年 長野県知事表彰・産業功労
- 2010年 文部科学大臣賞・第8回産学官連携功労者表彰
- 2011年 一般社団法人繊維学会・繊維学会功績賞
- 2012年 一般社団法人繊維学会・名誉会員表彰
- 2012年 The Society of Porphyrins and Phthalocyanines,Linstead Career Award of Lifetime Contributions to Phthalocyanine Chemistry
- 2012年 上田市特別表彰
- 2014年 一般社団法人大日本蚕糸会・蚕糸功績賞